# Megan Mullally

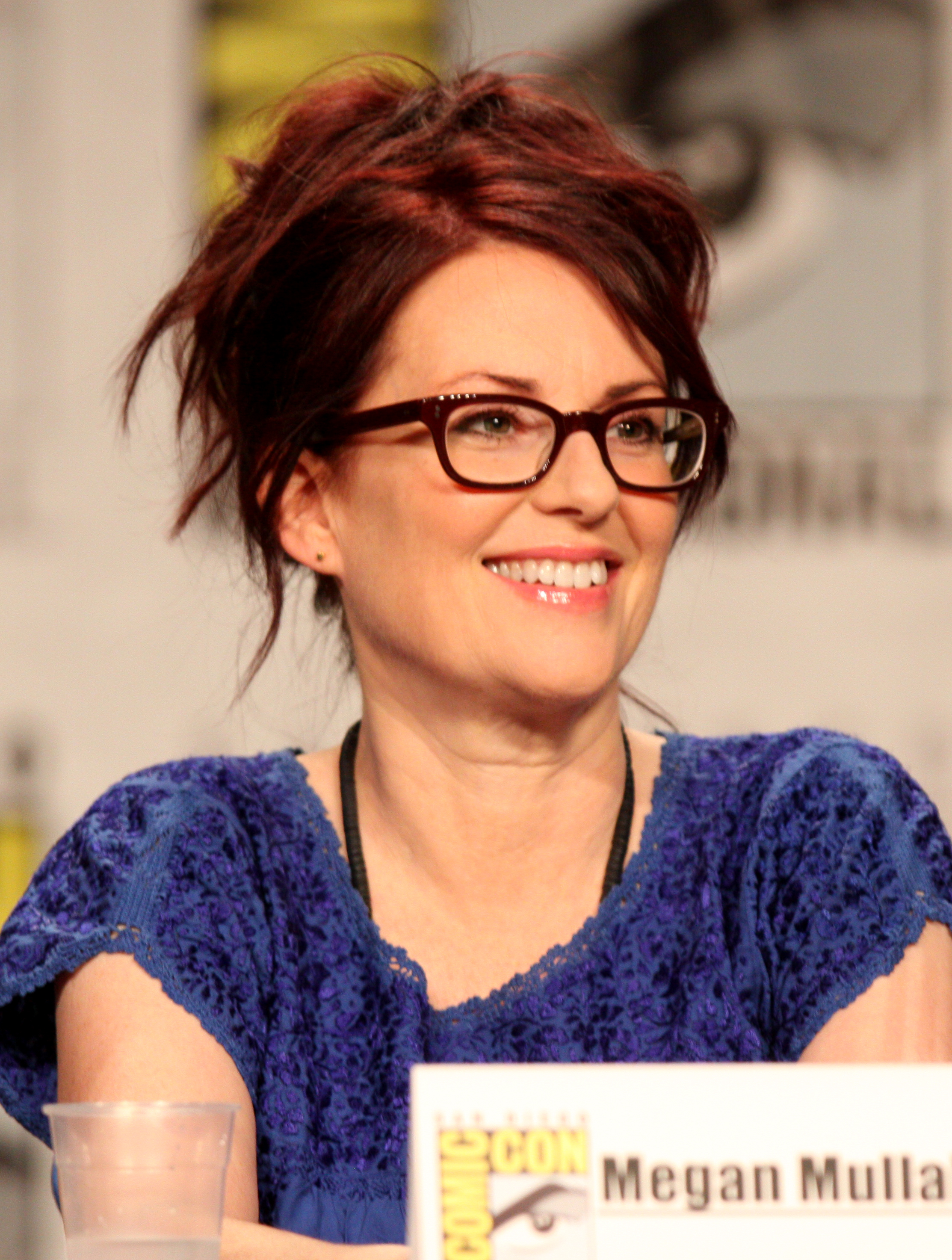
Megan Mullally auf der Comic-Con 2011 in San Diego

Megan Mullally (* 12. November 1958 in Los Angeles, Kalifornien) ist eine US-amerikanische Schauspielerin.

## Karriere

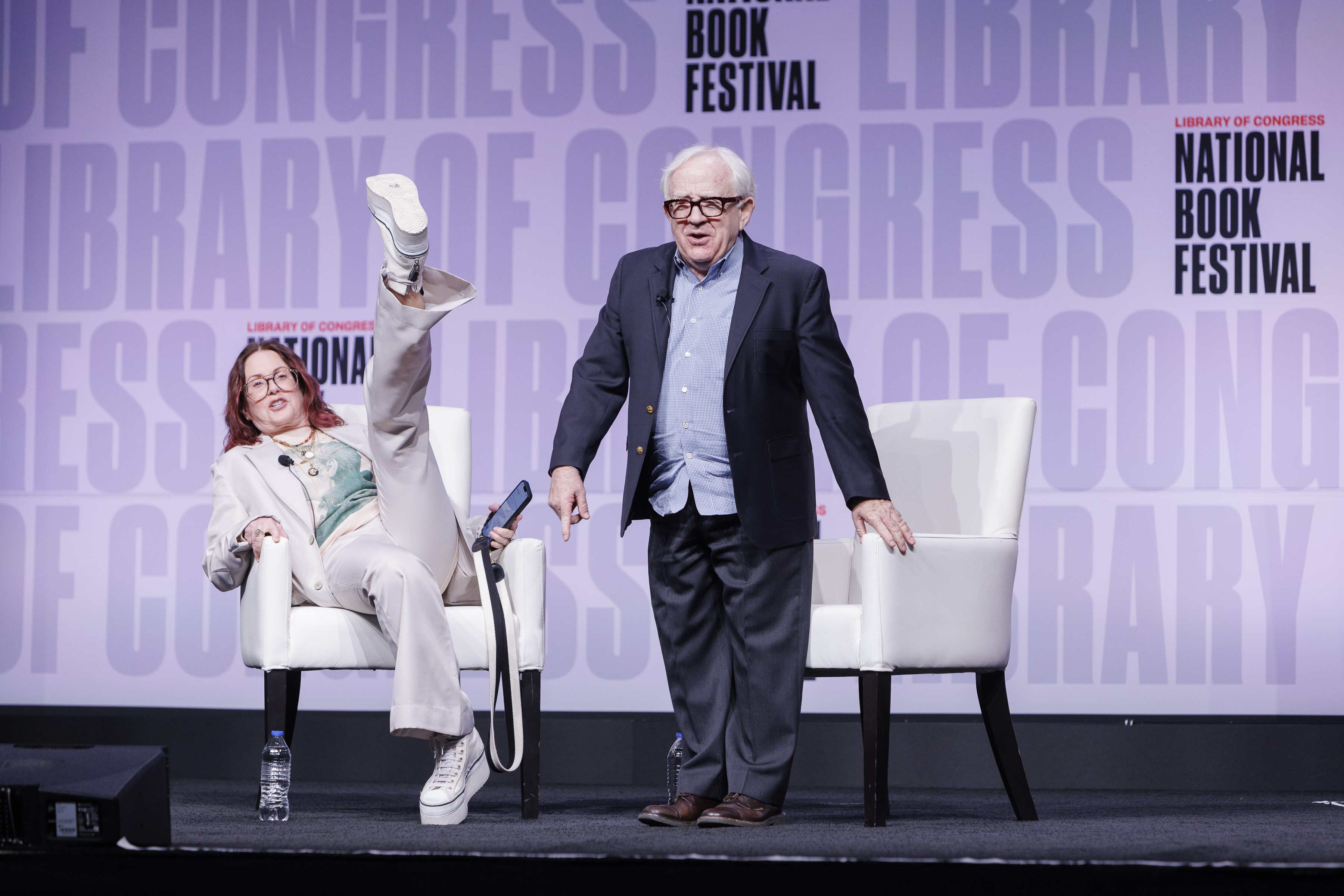
Megan Mullally und Leslie Jordan auf der Hauptbühne beim National Book Festival, 3. September 2022.

Als Tochter eines Filmagenten und eines ehemaligen Models kam Mullally schon früh mit dem Showbusiness in Kontakt. Obwohl sie ihr Schauspielstudium an der Northwestern University abbrach, um stattdessen Englische Literatur zu studieren, begann sie, in Musicals aufzutreten und ließ sich schließlich von Talentsuchern dazu überreden, das Studium ganz abzubrechen, um sich in Los Angeles als professionelle Schauspielerin zu versuchen.
In ihrer zweiten Filmrolle war sie neben Tom Cruise in Lockere Geschäfte zu sehen. In Deutschland ist Megan Mullally hauptsächlich durch ihre Rollen in den Fernsehserien Hinterm Mond gleich links und Will & Grace bekannt geworden. Für ihre Darstellung der Karen Walker in Will & Grace gewann sie in den Jahren 2000 und 2006 einen Emmy sowie von 2002 bis 2004 drei Screen Actors Guild Awards und wurde insgesamt viermal für den Golden Globe Award nominiert.
Nach dem Ende von Will & Grace bekam Mullally ihre eigene Nachmittags-Talkshow mit dem Titel The Megan Mullally Show. Beworben wurde die Show mit ihrem Sitcom-Ego Karen Walker. Wegen schlechter Quoten wurde die Show jedoch nach einigen Monaten abgesetzt. 2019 moderierte sie die 25. Verleihung der US-amerikanischen Screen Actors Guild Awards.
Neben ihrer Schauspielkarriere singt sie in einer Band namens The Supreme Music Program.

## Privatleben
In erster Ehe war Mullally Mitte der 1990er mit dem Talentsucher Michael Katcher verheiratet. Seit 2003 ist sie in zweiter Ehe mit dem Schauspieler Nick Offerman verheiratet. Mit ihrem Mann und zwei Pudeln lebt sie derzeit in West Hollywood.
In einem Interview mit The Advocate im Jahr 1999 sagte Mullally „Ich erachte mich selbst als bisexuell und meine Philosophie ist, dass jeder es von Haus aus ist“, wobei die Betonung auf dem zweiten Satzteil liegt und sie den ersten Teil nicht im engeren Sinn meinte.

## Filmografie (Auswahl)
- 1981: Der Junge Adoptiv-Vater (The Children Nobody Wanted)
- 1983: Lockere Geschäfte (Risky Business)
- 1985: Einmal beißen bitte (Once Bitten)
- 1986: Nochmal so wie letzte Nacht (About Last Night…)
- 1988: Mord ist ihr Hobby (Fernsehserie, Episode 5x05)
- 1991: Geboren in Queens (Queens Logic)
- 1997: Ned & Stacey (Fernsehserie, Episode 2x11)
- 1997: Frasier (Fernsehserie, Episode 4x13)
- 1997: Verrückt nach dir (Mad About You, Fernsehserie, Episode 5x21)
- 1997: Caroline in the City (Fernsehserie, Episode 3x12)
- 1998–2006, 2017–2020: Will & Grace (Fernsehserie, 244 Episoden)
- 2000: Hinterm Mond gleich links (3rd Rock from the Sun, Fernsehserie, Episode 6x01)
- 2001: Monkeybone
- 2002: Schwere Jungs (Stealing Harvard)
- 2002: The Pact (Fernsehfilm)
- 2005: Volltreffer – Ein Supercoach greift durch (Rebound)
- 2006–2007: The Megan Mullally Show (Fernsehsendung)
- 2007: Boston Legal (Fernsehserie, Episode 3x17)
- 2007: Bee Movie – Das Honigkomplott (Bee Movie)
- 2008, 2013: 30 Rock (Fernsehserie, 3 Episoden)
- 2008: The New Adventures of Old Christine (Fernsehserie, Episode 4x11)
- 2008–2016: Childrens Hospital (Fernsehserie, 67 Episoden)
- 2009: Fame
- 2009: In the Motherhood (Fernsehserie, 7 Episoden)
- 2009–2015, 2020: Parks and Recreation (Fernsehserie, 10 Episoden)
- 2010, 2023: Party Down (Fernsehserie, 16 Episoden)
- 2011–2024: Bob’s Burgers (Fernsehserie, 28 Episoden, Stimme)
- 2011–2013: Happy Endings (Fernsehserie, 3 Episoden)
- 2012: Up All Night (Fernsehserie, Episode 1x12)
- 2012: Breaking In (Fernsehserie, 13 Episoden)
- 2012: Was passiert, wenn’s passiert ist (What to Expect When You’re Expecting)
- 2013: Kings of Summer (The Kings of Summer)
- 2013: G.B.F.
- 2014: Reine Männersache (Date and Switch)
- 2014: Apartment Troubles
- 2014: Die Coopers – Schlimmer geht immer (Alexander and the Terrible, Horrible, No Good, Very Bad Day)
- 2015: Hotel Transsilvanien 2 (Hotel Transylvania 2, Stimme)
- 2015: You, Me and the Apocalypse (Fernsehserie, 7 Episoden)
- 2016: Why Him?
- 2017: Dimension 404 (Fernsehserie, Episode 1x05)
- 2017: Lemon
- 2017: Infinity Baby
- 2017: Oh Lucy!
- 2017: The Disaster Artist
- 2019: An Emmy for Megan (Fernsehserie, Episode 2x04)
- 2019: Bernadette (Where’d You Go, Bernadette)
- 2021–2024: Die Simpsons (The Simpsons, Fernsehserie, 5 Episoden, Stimme)
- seit 2021: The Great North (Fernsehserie, Stimme)
- 2022: Summering
- 2022: Crush
- 2022: Reservation Dogs (Fernsehserie, Episode 2x02)
- 2022: American Dad! (Zeichentrickserie, Stimme, Episode 17x11)
- 2023: First Time Female Director
- 2023: Dicks – The Musical
- 2023–2024: Percy Jackson: Die Serie (Percy Jackson and the Olympians, Fernsehserie, Episoden 1x01 & 1x03 & 1x08)
- 2024: The Fabulous Four
- 2024: The Umbrella Academy (Fernsehserie, 6 Episoden)
- 2025: The Righteous Gemstones (Fernsehserie, 8 Episoden)
- 2025: Sovereign